# Banda Scotts Valley
La banda Scotts Valley d'indis pomo de California, també coneguts com a Banda Scott's Valley d'indis pomo de la ranxeria Sugar Bowl és una tribu reconeguda federalment de pomo i wailaki al comtat de Lake (Califòrnia).

## Estatut tribal
El govern federal dels Estats Units va terminar les relacions amb els pomo de Scotts Valley, però la tribu va recuperar el seu reconeixement federal el 1991. Els aproximadament 96 membres inscrits viuen al comtat de Lake. Porten a terme negocis des de Kelseyville i Lakeport (Califòrnia).

## Reserva
L'antiga reserva de la tribu pomo Scotts Valley, la ranxeria Sugar Bowl, fou eliminada pel govern dels Estats Units, de manera que actualment la tribu està tractant de reconstruir la seva base de terra. Han comprat terra en un fideïcomís federal a North Richmond (Califòrnia) on han aconseguit l'aprovació per a construir el Casino Sugar Bowl.
Actualment la tribu està intentant aconseguir sis parcel de terra amb un total de 29,87 acres (120.900 m²) en fideïcomís federal.